# Esfoliante

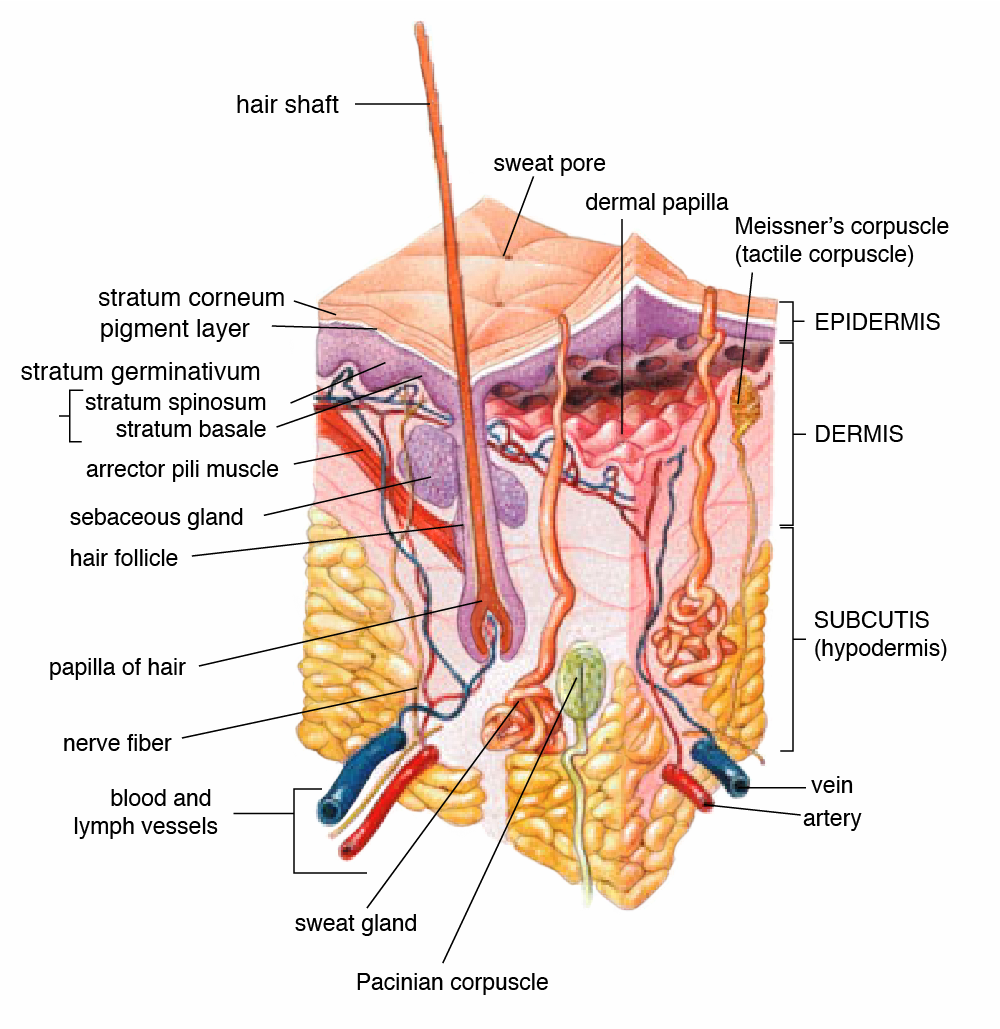
Corte transversal de todas as camadas da pele

Em cosmetologia, esfoliação é a remoção das células superficiais da pele e da sujeira acumulada na superfície da pele. O termo vem do latim exfoliare ('tirar folhas'). Esta é uma prática regular na indústria cosmética, tanto pelo seu resultado de promover a regeneração da pele quanto por proporcionar uma limpeza profunda da barreira cutânea. Sendo usado em tratamentos faciais, este processo pode ser obtido por meios mecânicos ou químicos, como microdermoabrasão ou peelings químicos. Os esfoliantes são anunciados como tratamentos que realçam a beleza e promovem uma aparência jovem e saudável.

## História
A esfoliação foi praticada pela primeira vez entre os antigos egípcios. Isso também foi usado na Ásia, especificamente na China, durante a Dinastia Qing (1644–1944).

## Desvantagens
De acordo com dermatologistas, a esfoliação química ou manual não é clinicamente necessária, pois as células mortas da pele já esfoliam naturalmente, e a esfoliação artificial excessiva pode quebrar a barreira da pele contra microrganismos e levar à infecção, bem como ao aperto e sensibilidade da pele. A esfoliação artificial pode agravar a pele seca e escamosa, que precisa de hidratação para reparação, e pode resultar em alguma vermelhidão inicial na pele. Perto do final dos peelings químicos, a pele congela, com cores variando de um branco brilhante a cinza na superfície da pele.

### Impacto ambiental marinho das microesferas
As partículas de microesferas usadas na esfoliação mecânica são muito pequenas (menos de 1 mm) para serem capturadas por estações de tratamento de esgoto, então grandes quantidades de microesferas são liberadas no meio ambiente, o que danifica os ecossistemas marinhos. Consequentemente, em junho de 2014, Illinois se tornou o primeiro estado americano a proibir o uso de microesferas, e fabricantes de cosméticos como L'Oréal, Johnson & Johnson e Colgate concordaram em usar ingredientes mais naturais.